# Карпов Іван Володимирович
Іва́н Володи́мирович Ка́рпов (1974—2023) — головний сержант НГУ. Кавалер ордена «За мужність» ІІІ ступеня.

## Життєпис
Народвися 7 травня 1974 в селі Шатава, Кам'янець-Подільського району .
Навчався в місцевій школі. Закінчивши 9 класів вступив до Кам'янець-Подільського фахового коледжу харчової промисловості та здобув спеціальність експлуатація та ремонт обладнання харчових виробництв.
Після закінчення коледжу був призваний до лав Збройних сил України. Проходив службу в морській піхоті у Криму з 1993 по 1995 роки.
Після закінчення служби повернувся додому. Спочатку працював на цементзаводі, а через деякий час бригадиром у будівельній компанії Капітал-Буд у Кам`янці-Подільському. Створив сім’ю, народилася дочка Діана. 
Останніх 15 років свого життя він проживав в Січинцях.
27 серпня 2023 року отримав повістку, а 30 направлений на навчання в Івано-Франківську військову частину. Після проходження навчання був переведений в військову частину 3028 «Червона калина». Був стрільцем 1 взводу оперативного призначення 1 роти оперативного призначення (на бронетранспортерах) 2 батальйону оперативного призначення військової частини 3028 Західного ОТО Національної гвардії України.
З 13 жовтня захищав Батьківщину на передовій на Запорізькому напрямку.
Загинув 2 грудня 2023 рятуючи свого побратима, поблизу Вербового Запорізької області 